# Тихомир Петронијевић
Тихомир Петронијевић Мандрк (1906–1977) из села Лисице последњи је драгачевски каменорезац чије је занатско умеће достизало домете уметности. Израдио је преко 800 гробљаша и крајпуташа, највише у селима доњег Драгачева, суседним чачанским селима Парменац, Бељина, Паковраће, Риђаге, Лозница и околини Пожеге.

## Живот
Тихомир (Драгутиновић) Петронијевић рођен је 1906. године у селу Лисице надомак Лучана, познатом по врсним каменоресцима. Са двадесет година почео да израђује надгробне споменике, као ученик и сарадник каменоресца Богосава Николића, а сарађивао је и са Драгутином Кириџићем из Лиса.
Био је јако продуктиван и тражен мајстор. Познато је да се по селима бавио и фотографисањем, за потребе докумената или породичних успомена. Након Другог светског рата, опирући се све присутнијој машинској обради мермера, остао је доследан старом стилу ручне обраде и украшавања камена.
Широко епски оријентисан, познавао је народне песме и прошлост Драгачева. Говорио је: Волим да читам прошлост, јер садашњост знамо. Као личност, потсећао је на Давида Штрпца. Себе је сматрао за уметника и живео боемски. Прича се да је на гробљима, где је постављао споменике, често и ноћевао. Необичан и осебујан, у народу је добио надимак Мандрк.
Сахрањен је на Николића гробљу у родним Лисицама.

## Дело

### Типологија споменика
Споменике је израђивао од пуховског пешчара који је лак за обраду и добро прима боју, али прилично непостојан. Користио је и „плави ток” из Пожешких мајдана камена. Надгробници су му двојаки: у форми стуба са карактеристичном „капом” и у облику вертикалне плоче надвишене декоративним крстом, усађене у масивно камено постоље. Ови споменици понекад имају плочасту „покривку” која их штити од атмосферских утицаја.

### Полихромија
Споменике је бојио јарком црвеном, плавом, црном и белом, уз додатак других боја. Оригинална полихромија сада је присутна само у траговима. У појединим случајевима обнове, споменици су обојени насумично (Тијање, Лучани (село)), колоритом који није у складу са првобитним.

### Орнаментика
Споменици Тихомира Петронијевића Мандрка познатљиви су по прецизном, минуциозном раду и посвећености детаљима, што је нарочито присутно у архитектоници и детаљима крстоликих обележја. 
Одликује га особена и препознатљива флорална и геометријска орнаментика којом је попуњавао празне партије на споменицима (табличасти дијагонално шрафирани правоугаоници).

### Религиозни симболи
Крстови су најчешће тролисне форме, богато орнаментисани. На њима је често приказано стилизовано „божанско биће” испод кога пише АНГЕЛ. Представе Распећа знатно су ређе.

### Фигуралне представе
Фигуралне представе Тихомира Петронијевића Мандрка, понекад моделоване у високом рељефу, последње су клесарско „сликање” човека. Грубо се могу поделити на две групе: мушке и женске, а даље по занимању (војници, сељаци...) или по узрасту (споменици деци; девојкама и удатим женама). Име и презиме покојника често је уписивао у форми ореола или са стране главе.
Нарочито су интересантни споменици подигнути младим девојкама, преко којих се може пратити продор међуратне градске моде у село. И поред мноштва детаља којима је вешто моделовао одећу, није успевао да се избори са анатомијом и приказом ликова - женске фигуре су здепасте и укочене, са прешироким раменима, превеликим главама и грубим лицима. Овај „мањак лепоте” ипак има врсту дражи својствену наиви.

### Прикази алата, предмета и животиња
Вешто је клесао обележја покојника, који су сликовито говорили о полу, узрасту и занимању покојника. Мушкарцима је урезивао алате (тестере, брадве, виноградарске маказе), „типичне” и статусне ознаке пола (ордење, чутура, муштикла, штап, новчаник, ловачка пушка...). На споменицима старијим женама уклесане су крављаче и преслице, плетиво, док су млађим, удатим женама често, као статусни симбол приказивана шиваћа машина марке „Singer”.
Веома је вешто приказивао животиње (девојкама јагањце, а ловцима зечеве).

### Рукопис
Рукопис Тихомира Петронијевића је читак. За пренос речи често је користио знак једнакости (=), а ради „уштеде простора” латинично слово и (i).

### Потпис
Потпис му је сачуван на великом броју споменика. Често се потписивао скраћеном верзијом имена (Тихомир Драг. Петронијевић; Тих.Д.П.) или иницијалима (Т.Д.П. или П.Т.Д.П). 

## Епитафи
Драгослав Петронијевић је често у епитафе уносио карактеристичне дозиве: О!, Еј, Србине!, поздраве: Збогом! и сопствене песничке изразе:
Труба свирну с бојне Дрине, у бој зове: Еј Србине! Соко пр’ну из свог гнезда и поведе два витеза...

Споменик Милисаву Јовановићу (†1915) (Прилипац)
За слободу ја сам пао
и за српство живот дао
МИЛИСАВ
син Рајке и Арсенија Јовановића
из Прилипца.
Бив. војник 2 чете 2. Бат.
2. прекобројног пука III поз.
шумадинске конбиноване дивизије.
Који поживи 22 Год
А бранећи своју отаџбину
погибе на положају
бугарском фронту
око Књажевца
месеца децембра 1915. г.
и тамо је сахрањен
Бог да му душу прости
Овај спомен подигошему рођаци
Петар. Дмитар. Новак. Милош.
Томо. Ненад и Радоје Јовановићи
Писа тихомир Петронијевић из Лисица

Споменик Мајсторовићима: Миленку (†1916), Милији (†1915) и Благоју (†1915) (Прилипац)
Труба свирну с бојне Дрине
у бој зове, еј Србине:
Соко прну из свог гнезда
и поведе два витеза
Овај спомен
показује име
оца МИЛЕНКА
и два сина
МИЛИЈУ и БЛАГОЈА
МАЈСТОРОВИЋА
из прилипца
који за слободу и отаџбину
дадоше своје животе
МИЛЕНКО
поживи 47. г.
као борац 3 позива
заробљен у ропству
умро у Ашану
25: X 1916. г.
синови
МИЛИЈА
поживи 22 г.
као борац сталног кадра
погибе на положају
Малој Крсни
9. X 1915. г.
и
БЛАГОЈА МАЈСТОРОВИЋА
из Прилипца
који за слободу и отаџбину...
10. IV 1915 г.
и тамо су сарањени
Овај спомен подигоше
наследница Ђурђија
и зет Милан Лазаревић
Писа Тих. Д. Петронијевић
из Лисица

Крајпуташ Миловану Љ. Милованковићу (†1918) (Крај пута Тијање-Зеоке)
Спомен овај што на брегу сија
и овде се диже
браћо и сестре приђите му ближе
и виђите шта све овде пише
Спомен показује име
МИЛОВАНА Љ. МИЛОВАНКОВИЋА
из Тијања
бившег војника
2-ге позицијоне батерије
шумад. Дивизије
који поживе 38 год.
А бранећи своју отаџбину
умре у ропству у горњој Маџарској
у вароши Надмеђири
13. априла 1918 год.
И тамо је сахрањен.
Бог да му душу прости.
Овај спомен подигоше му
његова супруга Стоја
и синови Драгутин, Деспот и Андрија
Милованковић
Писа Тихомир Д. Петронијевић
из Лисица у 1930. г.

Споменик Јулујани Радуловић (†1933) (Крстац, Карићи)
Јулујана-Јула
супруга Матије Радуловића
шнајдера кројача из Крстаца
рођ. 1885 умрла 1933. г.
Драги моји, друже Матија,
децо, мајко, комшије и пријатељи.
Данас дође време да се поздравимо.
Ја полазим на онај свет.
За време мога живота,
у почетку била сам сиромашног стања,
с тим у браку с мужем
имала сам осморо деце
коиг сам јуначки бранила и сачувала
за време рата од 1912 до 1918. г.
и данас остају након мене сви живи.
И лепо сам доживела
имање закупила и грађевине поградила.
Збогом, ваша Јулијана-Јула Радуловић
Писа Тихомир Драг. Петронијевић из Лисица

Споменик Чедомиру Д. Радуловићу (†1935) (Крстац, Радуловићи)
Без порода нађох рода
те подиже овај спомен
више мога гроба
ЧЕДОМИР Д. РАДУЛОВИЋ
из Крстаца
рођен 1883 г.
а умро 18. јула 1935 г.
Бог да му душу прости
Поздрав драги моји, друже Ђурђија,
браћо, комшије и пријатељи.
Данас дође време да се поздравимо
јер пођох на онај свијет.
За време мога живота
учествовао сам у рату од 1912 до [19]18 г.
и кметовао сам после рата.
Ја деце нисам имао
те зато усини мога синовца Влада
и он остаје наследник моје имовине.
Збогом.
Ваш Чедомир М. Радуловић
Овај споменик подиже му:
супруга Ђурђија,
тестаментирани син Владе
и Вучко Радуловић
Писа Тихомир Драг. Петронијевић

Споменик Драгињи Тодоровић (†1936) (Пухово, Нешовановићи)
Ево гроба одморита двора
где ми тело скрива
а ладна га киша полива.
Побожне српкиње Драгиње
супруге П. Миливоја Тодоровића
из Пухова.
Која је часно поживела 65. година.
Своје синове иженила, ћерке удомила
и тело своје у ладни гроб склонила
16. нов. 1936. г.
Нека се вечно одмара
А на гробу нека трава клија
да и моја омладина сија
Овај Спомен подигоше јој њени
благодарни синови:
Радисав, Рађен и Сретен
Тодоровићи 1937
и унук Гвозден
Бог дапрости нашу мајку Драгињу
на вечном дому
Изради Д. Тодоровић
и Т. Петронијевић

Споменик Миљку Удовичићу (†1936) (Пилатовићи)
Драги моји:
данас дође време
да се поздравимо,
јер полазим на онај свет.
За време мога живота
много сам пропатијо мука.
Бијо сам у рату
од 1912. до 1918. г.
Кад сам отишао у рат,
код куће сам оставијо жену
и петоро деце,
а кад сам кући дошао,
никог мог живог нисам нашао,
само сина Обрада,
кога сам оженијо
и од њега унуке добијо
те сам опет лепо дочекао.

Споменик Косани рођ. Ковачевић (†1942) (Лисице)
Овде почива наша мила
и никад непрежаљена
раденица
КОСАНА
рођена од Ковачевића
из Прилипца.
Девојком удата
за Милуна Поповића,
удовицом удата
за Игњата Голубовића
из Лопаша
Где у браку са Игњатом
родила је једну ћерку Живку.
После смрти Игњатове
Косана се удоми овде у Лисице
за Борисава Кукића
где поживи 54 г.
и умре 14. V 1942. г.

Споменик Драгомиру Домановићу (†1944) (Лисице)
ДРАГОМИР ДОМАНОВИЋ
бив. Ратоборац
од 1912. до 1918. г.
и одборник овог села Лисица.
Рођен од оца Станисава
и Мајке Марије Домановић
1883. го.
па као младић
ожени се Драгојлом
ћерком Јеврема и Милеве Кукића
из Лисица.
Пошто Јеврем и Марија
нису имали мушке деце,
то бише принуђени
те привенчају Драгомира
за своју кћи Драгојлу у кућу своју
и за наследника своје имовине
као једног честитог радника.
Пошто је Драгомир сахранио
Јеврема и Милеву,
онда је имање наследијо
и још купијо
па и грађевине поградијо.
Лепо је доживео,
синове иженијо,
кћери удомио и унуке дочекао
па и тело своје овде у гроб склонијо
10. јула 1944. г.
Бог да га прости.
Те за тај Драгомиров труд
вечито му се одужише овим спомеником:
супруга Драгојла,
синови Милан Никола и Милосав
и унуци: Михаило и Драган.
1944. г.
Писа: Т.Д. Петронијевић

## Списак дела
Напомена: година израде споменика често се не подудара са годином смрти. Споменик је некада подизан после пар година, чак и двадесет:
- Споменик војном добошару Милосаву Маринковићу (†1912) (село Лучани, сада у Лапидаријуму у Гучи)
- Споменик Недељку Јовановићу (†1914) (Дљин)
- Споменик Милисаву Јовановићу (†1915) (Прилипац)
- Крајпуташ Мајсторовићима: Миленку (†1916), Милији (†1915) и Благоју (†1915) (Прилипац)
- Споменик Миливоју Ћебићу (†1916) (Дљин)
- Споменик Станки Ћебић (†1918) (Дљин)
- Крајпуташ Миловану Љ. Милованковићу (†1918) (Крај пута Тијање-Зеоке)
- Споменик Михајлу Пантелићу (†1918) (Дучаловићи, Ковачевића гробље)
- Споменик Ангелини Дуњић (†1919) (Негришори)
- Споменик Дивни Ружић (†1926) (Негришори)
- Споменик Јеленки-Јеки Дуњић (†1926) (Негришори)
- Споменик Ненаду Ћебићу (†1927) (Дљин)
- Споменик Млађену Гавриловићу (†1927) (Дљин)
- Споменик Милојку Милисављевићу (†1929) (Дљин)
- Споменик Миловану Љ. Миловановићу из Тијања (†1930) (Зеоке)
- Споменик Војимиру Пантелићу (†1931) (Дљин)
- Споменик Рађену Ћебићу (†1933) (Дљин)
- Споменик Даринки Пантелићу (†1934) (Дљин)
- Споменик Ангелини Пантелић (†1934) (Дљин)
- Споменик Јулујани Радуловић (†1933) (Крстац, Карићи)
- Споменик Чедомиру Д. Радуловићу (†1935) (Крстац, Радуловићи)
- Споменик Милисави Гавриловић (†1936) (Дљин)
- Споменик Драгињи Тодоровић (†1936) (Пухово, Нешовановићи)
- Споменик Миљку Удовичићу (†1936) (Пилатовићи)
- Споменик Божи Пантелићу (†1937) (Дљин)
- Споменик Десанки Давидовић (†1940) (Негришори)
- Споменик Кати Пантелић (†1940) (Дљин)
- Споменик Милени Маринковић (†1940) (Дљин)
- Споменик Милојки Пантелић (1942) (Дљин)
- Споменик Косани рођ. Ковачевић (†1942) (Лисице)
- Споменик Драгињи Михаиловић-Пантелић (†1943) (Дљин)
- Споменик Николи Ћебићу (†1943) (Дљин)
- Споменик Сави Стојановић (†1944) (Дљин)
- Споменик Драгомиру Домановићу (†1944) (Лисице)
- Споменик Миленку Петровићу (†1946) (Дљин)
- Споменик Павлу Павловићу (†1947) (Дљин)
- Споменик Јевтимију Давидовићу (1955) (Негришори)[4][2][3]